# Lophophora
Lophophora és un gènere de cactàcies nord-americà, compost principalment per dues espècies. Alguns autors consideren un nombre diferent d'espècies per a aquest gènere.
El nom Lophophora prové del grec "λοφος", que significa cresta, i "φορεω", "portar", i es refereix a la llana que creix en les seves arèoles.
L. williamsii i L. diffusa difereixen principalment en el color, sent la primera verd-blavosa, i la segona verd-groguenca. Algunes de les altres espècies nomenades solen ser considerades com a varietats d'aquestes dues. Així, L. fricii seria una varietat de L. williamsii amb nombroses costelles i d'una grandària major, provinent de l'Estat de Coahuila.